# Saint-Quentin-le-Verger
Saint-Quentin-le-Verger és un municipi francès, del departament del Marne, a Gran Est. Durant la Revolució Francesa s'anomenava Mont-Quentin.

## Demografia
1962 - 150 h / 1975 - 140 h / 1990 - 114 h / 1999 - 114 h.

## Economia
Agricultura: planters i vinyes
Ramaderia: bovina i ovina

## Patrimoni i Turisme
- Església: té un absis del segle xvi. Un Crist en creu del segle xvii, una verge amb l'infant del segle xviii, un bust-reliquiari de Sant Joan Baptista del segle xvii, i nombroses estàtues del segle xviii.
- Els Aiguamolls.
- Vall del Choisel.
- Festa patronal, diumenge posterior al 31 d'octubre (Sant Quintí. Festa comunal, diumenge posterior al 24 de juny.